# Cramahe
Cramahe (offiziell Township of Cramahe) ist eine Verwaltungsgemeinde im Südosten der kanadischen Provinz Ontario. Das Township liegt im Northumberland County und hat den Status einer Lower Tier (untergeordneten Gemeinde).
Das Township wurde nach Hector Theophilus de Cramahé, von 1771 bis 1782 der Vizegouverneur der Provinz Québec, benannt.

## Lage
Das Township grenzt im Süden an den Ontariosee und liegt am östlichen Ende der Hügelkette der Oak Ridges-Moräne. Cramahe liegt am östlichen Rand des Greater Golden Horseshoe bzw. südlich der Ausläufer des kanadischen Schildes. Toronto liegt etwa 125 Kilometer Luftlinie nordöstlich.
Die Gemeinde gliedert sich in etwa 15 kleine und kleinste Ansiedlungen. Siedlungsschwerpunkt und gleichzeitig Verwaltungssitz ist „Colborne“.

## Demografie
Der Zensus im Jahr 2016 ergab für die Siedlung eine Bevölkerungszahl von 6355 Einwohnern, nachdem der Zensus im Jahr 2011 für die Gemeinde eine Bevölkerungszahl von nur 6073 Einwohnern ergeben hatte. Die Bevölkerung hat damit im Vergleich zum letzten Zensus im Jahr 2011 nahe dem Trend in der Provinz um 4,6 % zugenommen, während der Provinzdurchschnitt bei einer Bevölkerungszunahme von 4,6 % lag. Im Zensuszeitraum von 2006 bis 2011 hatte die Einwohnerzahl in der Gemeinde etwas schwächer als der Provinzdurchschnitt um 2,1 % zugenommen, während die Gesamtbevölkerung in der Provinz um 5,7 % zunahm.

## Verkehr
Die Gemeinde wird im Süden von dem in Ost-West-Richtung verlaufenden Kings Highway 401, welcher hier auch die Bezeichnung „Highway of Heroes“ trägt, durchquert. Im Süden der Gemeinde verlaufen ebenfalls Eisenbahnstrecken der Canadian National Railway (CN) und der Canadian Pacific Railway (CP).